# Awner Szalew
Awner Szalew (ur. 1939 w Jerozolimie) – izraelski wojskowy i urzędnik, dyrektor Instytutu Jad Waszem w Jerozolimie.
W latach 1956–1980 czynny żołnierz izraelskich sił zbrojnych, w stopniu oficerskim podczas wojny sześciodniowej. W latach 1972–1974 był dyrektorem biura szefa sztabu generała Dawida Elazara i brał udział w negocjacjach po wojnie Jom Kipur. Następnie został szefem wojskowego pionu edukacji. Doszedł do stopnia generała brygady. Po karierze wojskowej został w latach 80. dyrektorem ds. kultury w ministerstwie edukacji i kultury. Od 1993 roku pełni funkcję dyrektora Instytutu Jad Waszem. Jest członkiem Międzynarodowej Rady Oświęcimskiej. W czerwcu 2013 roku, podczas uroczystości otwarcia wystawy „Szoa” w bloku 27 Auschwitz, w obecności premiera Binjamina Netanjahu otrzymał nagrodę Światło Pamięci.

## Odznaczenia
- Odznaka za Wojnę Sześciodniową – 1967
- Odznaka za Wojnę na Wyczerpanie – 1970
- Odznaka za Wojnę Jom Kipur – 1973
- Krzyż Oficerski Orderu Zasługi RP – Polska, 2010[1]
- Złoty Medal „Zasłużony Kulturze Gloria Artis” – Polska, 2008[2][3]
- Chevalier Legii Honorowej – Francja